# Via ferrata Ettore Castiglioni
La via ferrata "Ettore Castiglioni" è una via ferrata nelle Dolomiti di Brenta. Indicata dalla SAT con il segnavia 321 è una variante della via delle Bocchette che congiunge il Rifugio Silvio Agostini al Rifugio XII Apostoli passando per la Bocchetta dei Due Denti. È la via ferrata più a sud e più ad est del gruppo.

## Caratteristiche
Intitolata all'alpinista, attivista, combattente antifascista e scrittore di guide alpinistiche Ettore Castiglioni, venne inaugurata nel 1946.

La ferrata, costituita da una serie di scalinate, consente il raggiungimento della Bocchetta dei Due Denti dalla Val d'Ambiez superando il muro roccioso. Il tratto di sentiero tra questa ed il Rifugio XII Apostoli non risulta quindi attrezzato.
Per questo motivo viene generalmente percorsa da est a ovest, partendo dal Rifugio Silvio Agostini: superando così le difficoltà tecniche della traversata in salita.

## Accesso
Il Rifugio Silvio Agostini può essere raggiunto dalla località Baesa (a 3 km dall'abitato di San Lorenzo in Banale, 850 m s.l.m) in circa 4 ore: tempo che può essere ridotto a 1:20 ore con l'ausilio del servizio taxi fino al Rifugio Cacciatore (1820 m s.l.m) .

In alternativa si può percorrere la via ferrata in senso contrario (ossia in discesa) partendo dal Rifugio XII Apostoli che può essere raggiunto da Pinzolo con telecabina fino al Doss del Sabion (2101 m s.l.m) in 1:45 ore; da Malga Movlina (1786 m s.l.m) in 3 ore o da Sant'Antonio di Mavignola (1123 m s.l.m) per la Val d'Agola in 3:45 ore .

## Descrizione percorso

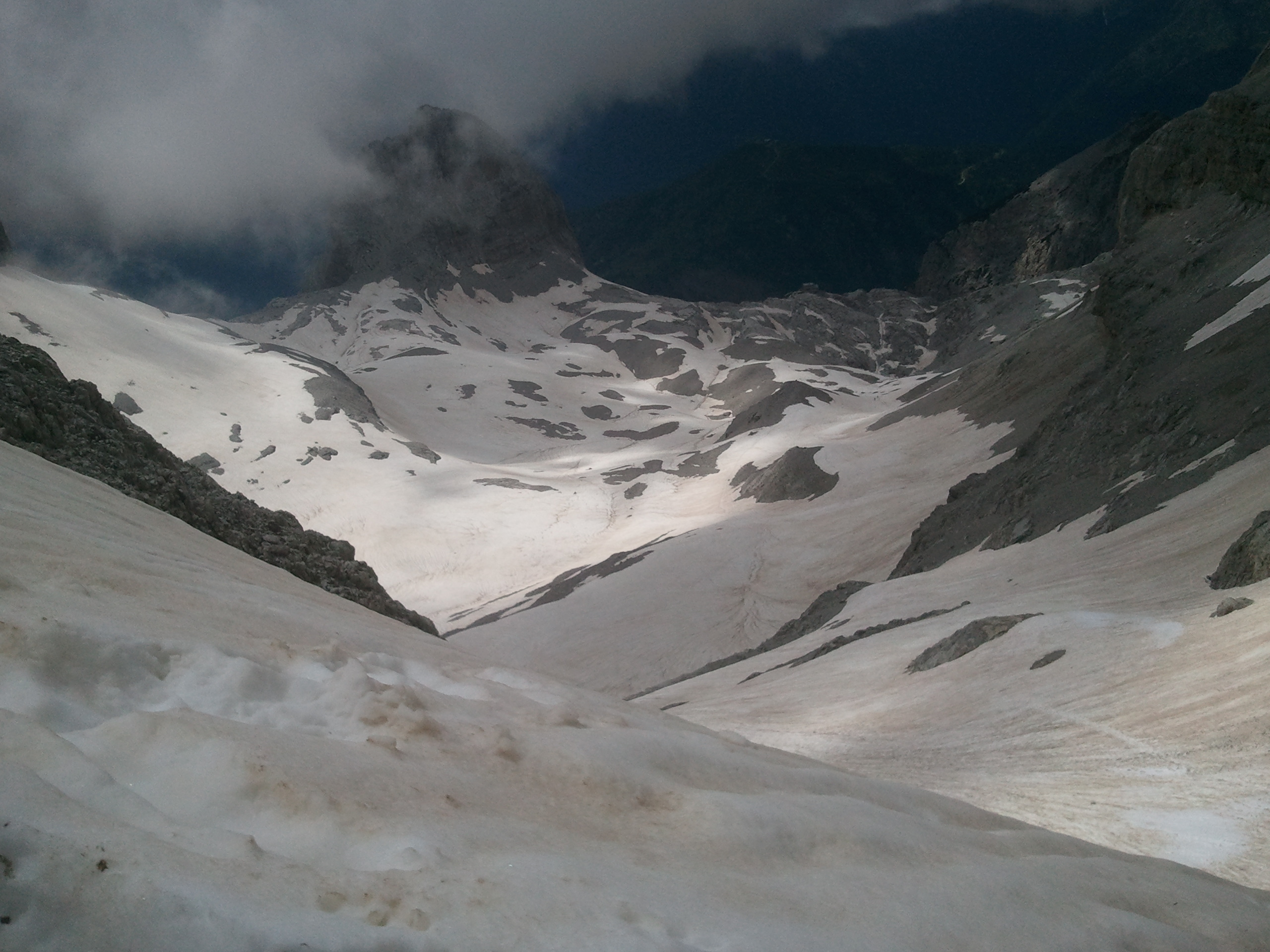
Vista sul Rifugio XII Apostoli (in fondo al centro) dalla Bocchetta dei Due Denti

Dal Rifugio Silvio Agostini si sale il ghiaione che porta a est della Cima d'Ambiez e restando in quota ci si porta sotto gli evidenti Due Denti dove si imbocca la ferrata.

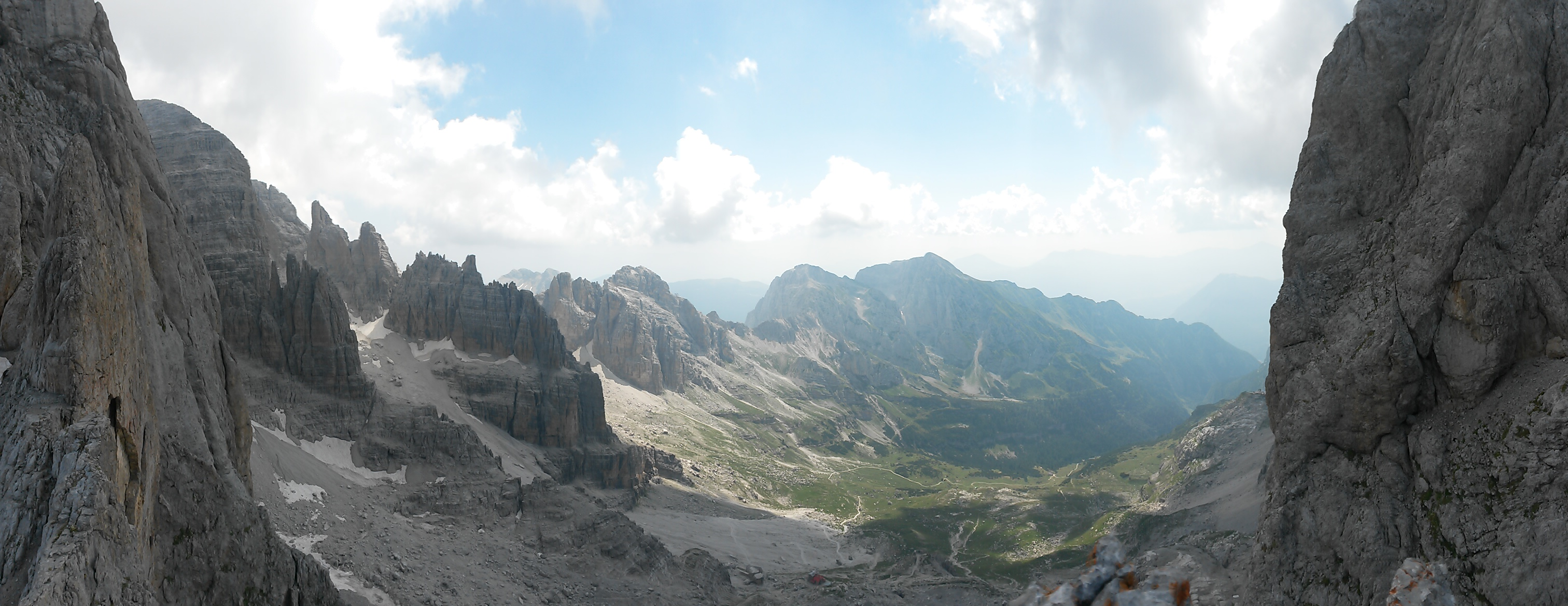
Vista sulla Val d'Ambiez dalla cima del primo dei Due Denti, pochi metri sopra la Bocchetta dei Due Denti

Si salgono le prime due imponenti scale e poi si traversa verso sud una cengia esposta adeguatamente attrezzata (anche con un ponte in parte sospeso). Si continuano poi a salire scale meno lunghe fino a portarsi all'interno di una sorta di canale che sorge a metà parete proprio sotto la Bocchetta. Si rimonta il canale ghiaioso poco ripido, ma con pericolo di caduta massi. 
Raggiunta la fine si sale una lunga scalinata che cambia quattro volte pendenza (all'inizio è persino strapiombante); con l'aiuto di altre due scale più brevi si raggiunge la cengia terminale che porta all'unico intaglio nella roccia: la Bocchetta dei Due Denti (2859 m s.l.m), a circa due ore di camminata dal Rifugio Agostini. In caso di bel tempo con la vista domina l'intera Val d'Ambiez a est con Punta dell'Ideale, Campanile Steck e i Castei Meridionali; e la Conca di Pratofiorito a ovest con la neve che in caso di inverni abbondanti resta fino a stagione inoltrata.
Dalla Bocchetta dei Due Denti si scende in direzione della conca di Pratofiorito, e quindi del Rifugio XII Apostoli, per nevai tenendosi a destra, sotto Cima d'Agola, fino a dei salti rocciosi, adeguatamente attrezzati che possono comunque risultare coperti da neve. Poi passando prima sui resti dei detriti morenici e infine su tratti di roccia facile ma levigata si giunge al Rifugio XII Apostoli .